# Hibiscus coulteri
Espèce
Hibiscus coulteri est une espèce végétale de la famille des Malvaceae, originaire du sud-ouest des États-Unis et du nord du Mexique.

## Description morphologique

### Appareil végétatif
Cette plante arbustive pouvant atteindre 1,20 m de hauteur est couverte de poils rudes. Les feuilles les plus basses sont ovales et entières, les plus hautes sont divisées en trois lobes étroits, grossièrement dentés.

### Appareil reproducteur
La floraison a lieu entre avril et août, mais peut survenir tout au long de l'année si les conditions de chaleur et d'humidité le permettent.
Les fleurs apparaissent isolées au sommet des rameaux. Elles ont un diamètre de 2,5 à 5 cm et ont une forme de bol. Leur corolle, composée de cinq pétales larges de couleur crème ou jaune pâle est souvent teintée de rouge au centre. Les étamines nombreuses se joignent à leur base pour former un tube au travers duquel passe le style.

## Répartition et habitat
Hibiscus coulteri vit dans le sud-ouest des États-Unis et dans le nord du Mexique. La limite nord de son aire de répartition va du sud de l'Arizona à l'ouest du Texas.
Elle pousse dans les zones désertiques broussailleuses, sur les collines ou dans les canyons.